# Sound Track from Film "Mabuta no Ura"
Sound Track from Film "Mabuta no Ura" è un album in studio del gruppo musicale giapponese Boris, pubblicato nel 2005.

## Tracce
1. Theme – 2:32
2. The Middle of the Stairs – 1:59
3. A Bao A Qu – 4:58
4. The Slow Ripple of a Puddle – 3:29
5. Your Name – 3:25
6. White Warmth – 2:26
7. Melting Guitar – 1:32
8. Yesterday Morning – 3:16
9. Amber Bazaar – 3:09
10. Smoke Sequence – 2:37
11. Space Behind Me Part 2 – 1:59
12. The Picture of the Wind – 2:43
13. It Touches – 6:03

## Formazione

### Gruppo
- Takeshi – voce, basso, chitarra
- Wata – chitarra, voce
- Atsuo – batteria, voce